# Hosszúlábú önbeásósáska
A hosszúlábú önbeásósáska (Acrotylus longipes) észak-afrikai és dél-európai sivatagokban, félsivatagokban, tengerparti homokdűnéken élő sáskafaj.

## Megjelenése
A hosszúlábú önbeásósáska nőstényének testhossza 21–23 mm, hímjének 16–20 mm. Színe szürkésbarna, homokszínű. Szemei nagyok, kidomborodók. Közeli rokonaihoz képest kisebb, testalkata megnyújtottabb. Lábai hosszúak, vékonyak. Hátsó lábának "combján" két-három sötét, háromszögletű folt figyelhető meg. Felső szárnyát három nagyobb barna folt díszíti, amit két világosabb folt választ el egymástól. Alsó szárnya töve sárgás, de Marokkóban egyszínű szárnyú sáskát is találtak.
Alfajai:
- A. longipes longipes Charpentier, 1845
- A. longipes rosea Bolivar, I., 1908
- A. longipes subfasciatus Bei-Bienko, 1948

## Elterjedése és életmódja
Észak-Afrikában, Délnyugat-Ázsiában és Dél-Európában honos. Megtalálható a Kanári-szigeteken is.
A meleg, száraz, homokos talajú élőhelyeket kedveli; a sivatagokat, félsivatagokat és tengerparti dűnéket. Viharban, rossz időjárás esetén beássa magát a homokba. Különböző lágyszárú növények friss és száraz részeivel táplálkozik. A homokos tengerpartok beépítése és turisztikai hasznosítása veszélyezteti élőhelyeit.
Magyarországon védett, természetvédelmi értéke 5 000 Ft.

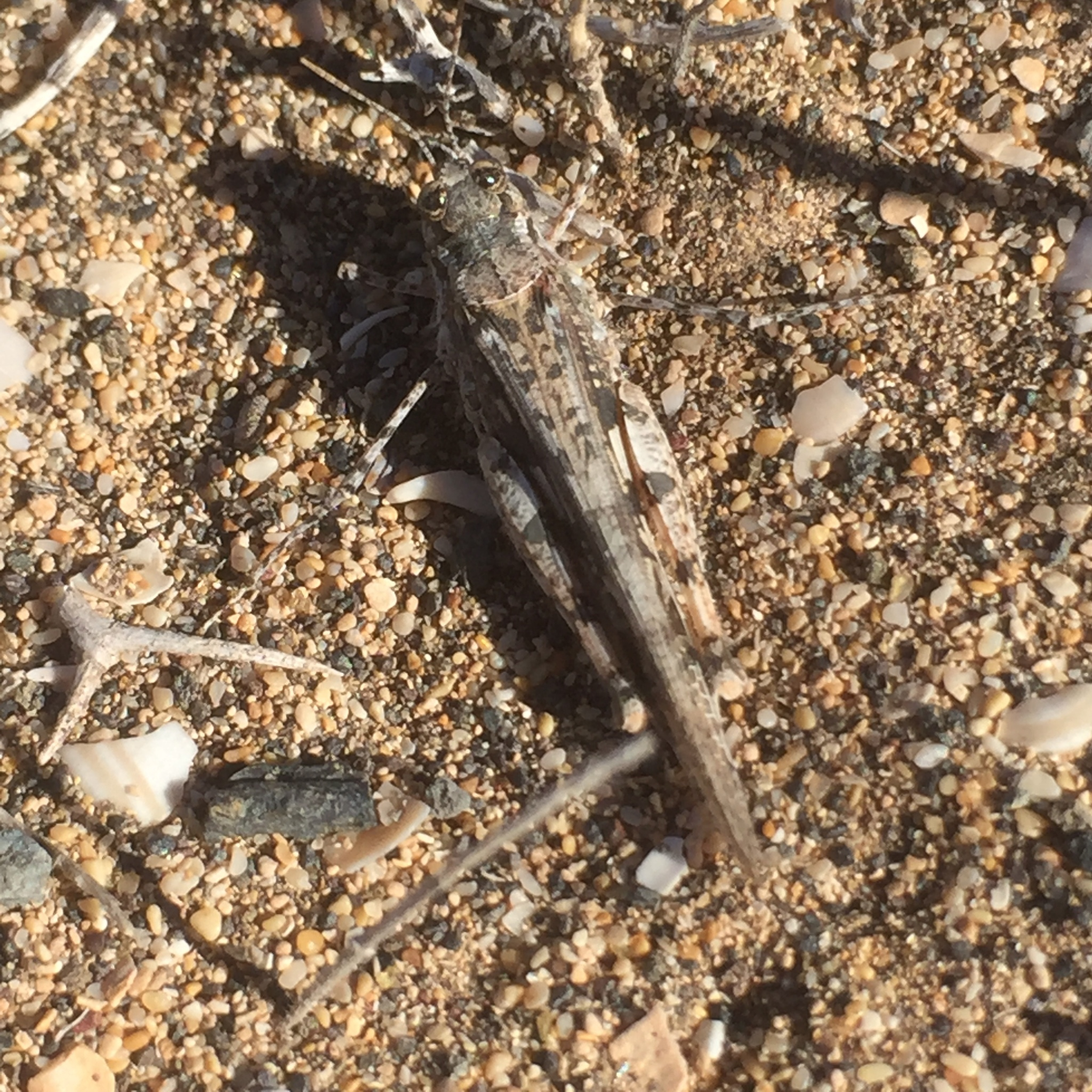
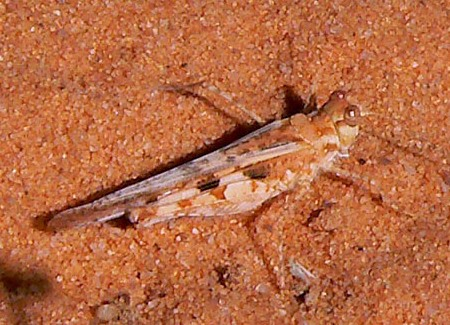
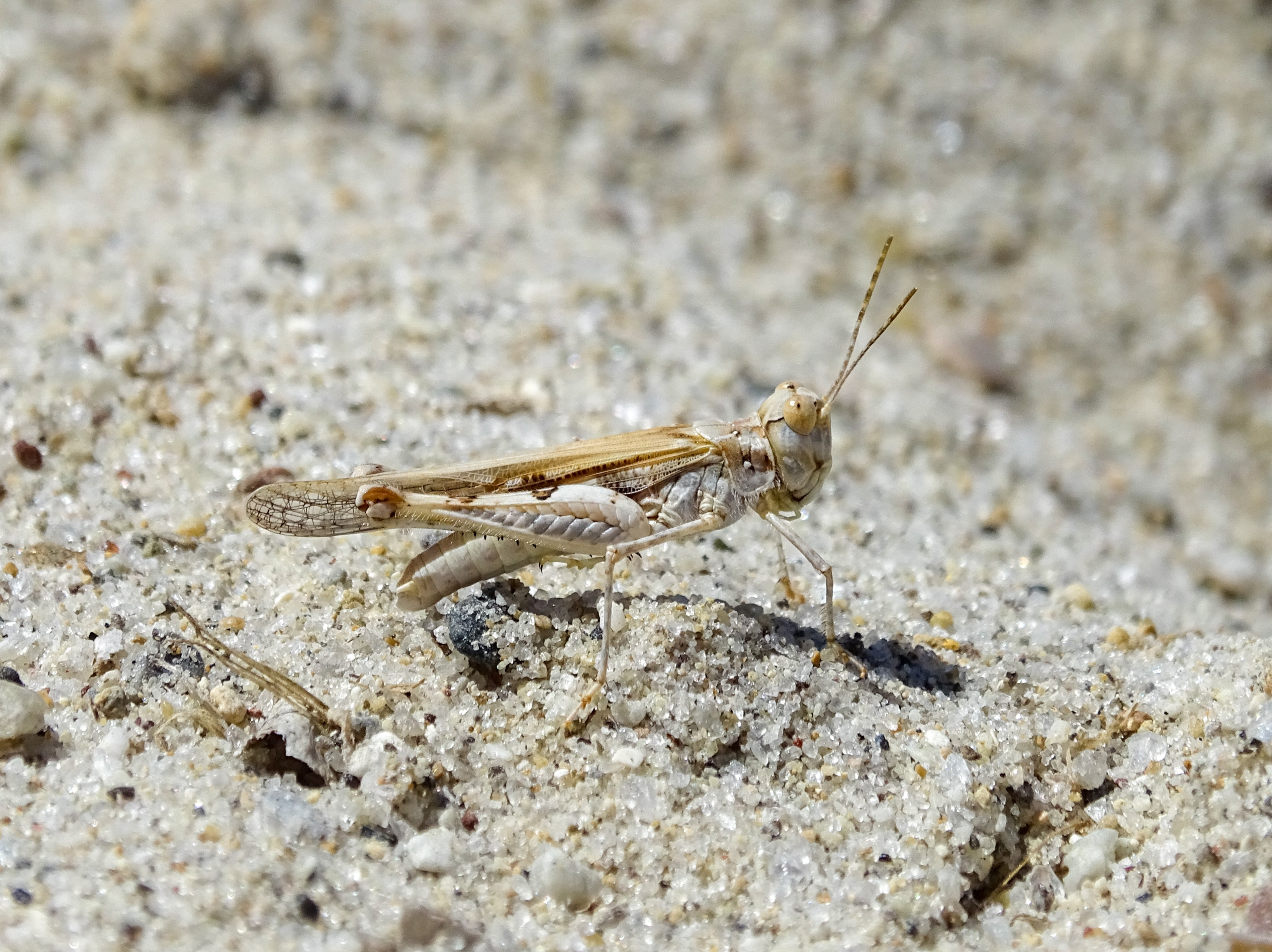